# Jenotdel

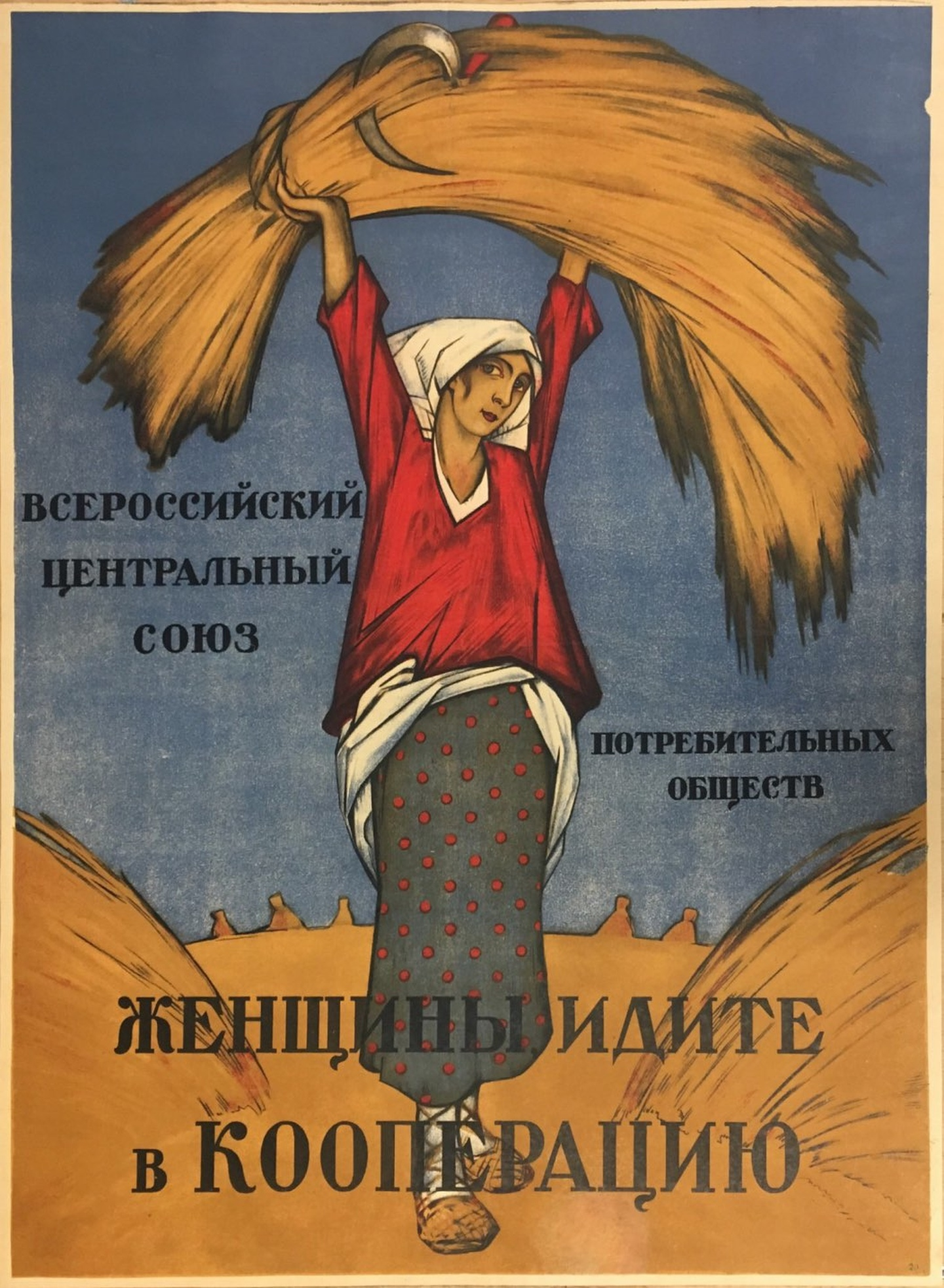
Pôster de propaganda do Jenotdel: "A união central panrussa das associações de consumo. Mulheres, vão à cooperação"

O Jenotdel (em russo:  Женотдел, em inglês: Zhenotdel) foi o Departamento de Mulheres Trabalhadoras e Mulheres Camponesas do Partido Bolchevique da Rússia Soviética, criado em 1919 com o objetivo de emancipar as mulheres, transformando-as em Novas Mulheres, por meio da melhora de suas condições materiais e políticas de vida, bem como as atraindo para a causa socialista.
O departamento chegou a ter 620 mil mulheres delegadas, que participavam e decidiam as políticas para mulheres na União Soviética. Por meio dele, elas realizaram diversos feitos, tal como a criação de estruturas de reprodução social - como lavanderias, creches, asilos e restaurantes públicos - que objetivavam retirar das costas das mulheres o peso do trabalho doméstico, e a criação do sistema de delegadas, que buscava promover a experiência e a atuação da nova vida revolucionária entre as mulheres.
O departamento era disputado enquanto ferramenta, tanto no sentido de usá-lo para fins partidários quanto para invisibilizá-lo e dissolvê-lo. Em 1930, mesmo com a votação interna da seção negando a proposta, ela foi liquidada governo stalinista, que considerava que a questão feminina já havia sido resolvida.

## Contexto histórico
O Jenotdel foi criado visando transformar a sociedade russa do período no que dizia respeito às condições das mulheres russas através do combate da opressão material e ideológica que tais mulheres sofriam naquele contexto. Tal luta não apenas melhorava a situação das mulheres, como também as aproximava das bandeiras socialistas, já que o feminismo soviético era um feminismo classista. Além da opressão ideológica, compartilhavam com os proletariado masculino a opressão material como a exploração do trabalho, situações de fome, condições insalubres no ambiente de trabalho e familiar, doenças sem tratamento decente ou analfabetismo. Entretanto, a exploração delas era ainda mais pesada pois além de acumularem os trabalhos do lar com os da fábrica, tinham condições de trabalho piores e salários menores que os homens. A isso se juntava a opressão ideológica presente na sociedade. Segundo a feminista e pesquisadora Judith Orr, fosse por questões culturais ou religiosas, a condição da mulher na sociedade russa da época era marcada pelo patriarcalismo e submissão do sexo feminino ao masculino. Isso se materializava, principalmente, na violência:
| “ | Quando a revolução de fevereiro de 1917 derrubou séculos de domínio czarista, era apropriado que as mulheres abrissem o caminho. Eram mulheres que tinham experimentado servidão brutal. Eles trabalhavam em fábricas aos 12 anos de idade, e em muitas famílias camponesas um chicote era passado para um novo marido durante uma cerimônia de casamento e pairava sobre o leito conjugal para manter a mulher na linha. | ” |

## Criação
Em 16 de novembro de 1918, na cidade de Moscou foi realizado o Primeiro Congresso Nacional de Mulheres Trabalhadoras e Camponesas, no qual foram criadas comissões das mulheres, a partir de uma instrução do PCURSS. Tal acontecimento foi resultado não apenas da realidade daquele momento (a necessidade de reorganizações, inclusive do PCURSS, após a revolução), mas também fruto de uma extensa prática feminista que as mulheres russas adquiriram por meio de formas de organização próprias ao longo do tempo, como as reuniões organizadas pelas pessoas das vizinhanças de Petrogrado. Além disso, já havia acontecido discussões sobre o gênero em outros congressos, como no primeiro congresso do Partido Bolchevique após a revolução, em 1917, no qual uma das duas principais pautas era a questão feminina.
No congresso de 1918, portanto, as mulheres já ganhavam mais força e legitimidade. A partir disso, em setembro de 1919, um decreto do comitê central do partido criava o Jenotdel.
Eram amplos e variados os debates que aconteciam sobre a criação, necessidade e caráter do Jenotdel. As comissões organizadas em 1918, que vieram a dar origem ao Jenotdel, a cada momento eram chamadas de forma diferente: comissões de propaganda e agitação entre as mulheres trabalhadoras; comissões entre mulheres; ou simplesmente departamento e seção. Isso refletia a crise de identidade e de auto-definição da instituição; isto é, as mulheres que participavam sabiam da necessidade de preencher tal vazio, mas não sabiam exatamente como. Ao mesmo tempo, havia também os que acreditavam que essa necessidade não existia. Além de esse ser o caso de muitos homens do Partido, era também de uma das principais líderes do próprio Jenotdel, Konkordiya Samoilova. Em 1917, ela acreditava que criar uma seção específica das mulheres dentro do Partido Bolchevique era criar uma separação por sexo no proletariado. Em 1918, porém, ela muda de posição, compreendendo a luta das mulheres como parte da luta socialista, que deveria ter os dois gêneros como colaboradores. O debate, no entanto, prossegue e o Jenotdel acumulou a função de convencer homens e mulheres, de dentro e fora do partido, da importância de um departamento que agisse sobre as questões específicas das mulheres trabalhadoras e camponesas.

## Atividades

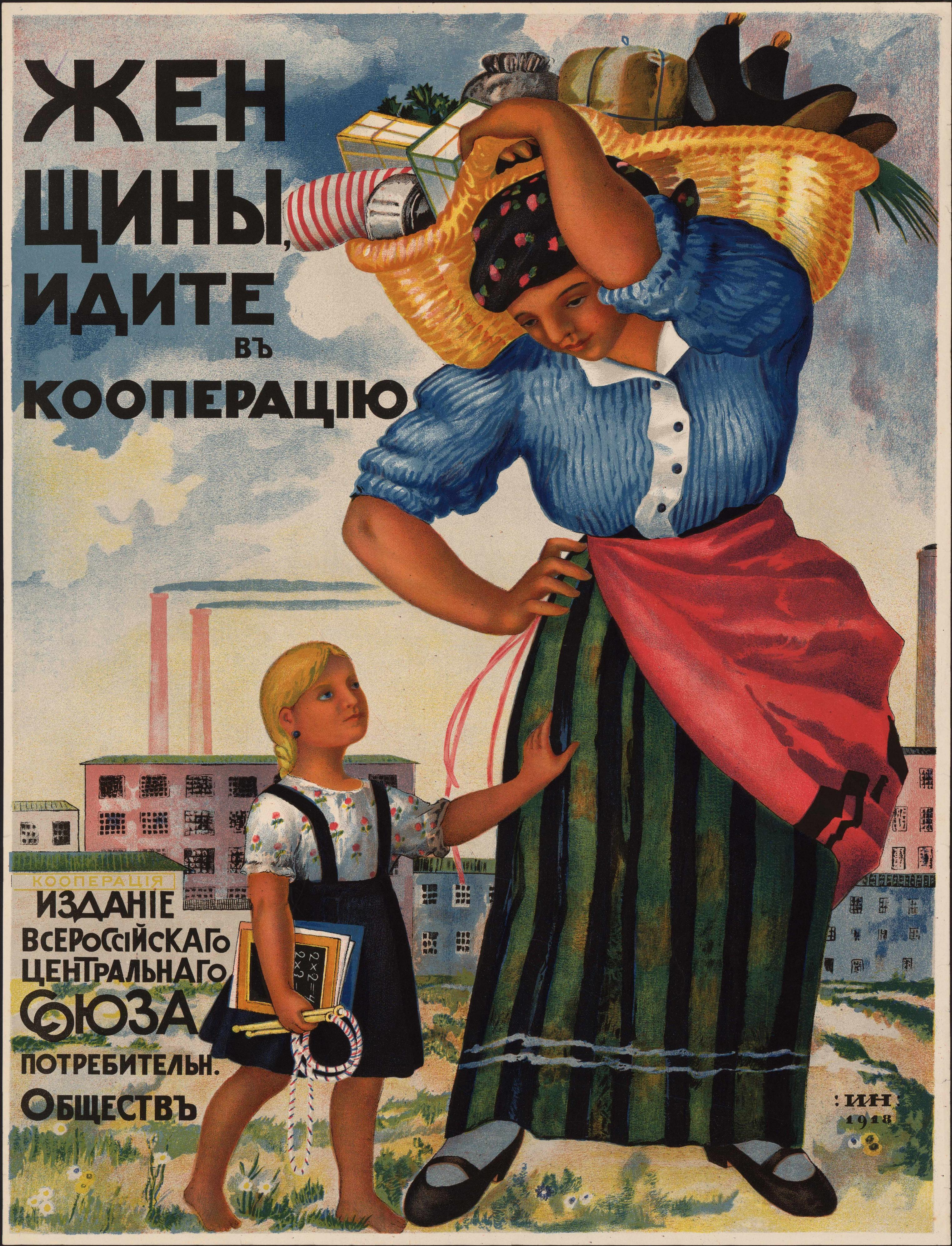
Pôster de 1918. Na legenda, "mulheres, vão às cooperativas".

Para cumprir as funções da seção, chegando aos objetivos desejados, as militantes do Jenotdel realizaram uma série de diferentes atividades políticas, como propaganda, treinamento, agitação política e organização de estabelecimentos. Tais ações tinham por objetivo permitir às mulheres conhecer a causa feminista e participar desta. A organização de escolas de alfabetização, que ultrapassaram o número de 25 mil, e o estabelecimento de creches, orfanatos e lavanderias permitiu a alfabetização de um grande número de analfabetos russos na época e a transferência de responsabilidades históricas da mulher (em seu lugar de esposa e mãe, papéis cumpridos por séculos) para o Estado, permitindo, inclusive, que as mulheres se organizassem e exercessem seu papel político.
Por meio de trabalhos de agitação, organização de conferências e propaganda massiva como a publicação de boletins semanais, páginas em jornais e um periódico mensal, Kommunistka, que chegou a ter tiragem de trinta mil exemplares, o departamento objetivava alcançar um grande número de mulheres trabalhadoras, camponesas ou donas de casa, que não estavam organizadas no partido. Tanto na Rússia quanto em outras localidades, as militantes do Jenotdel criavam, por exemplo, comitês de doentes do Exército Vermelho e em tendas que ofereciam instruções de ofício e higiene, que acabaram por virar centros de cultura e educação.
O trabalho era voluntário e dependia da captação de militantes, que não precisavam necessariamente ter ligação com o PCURSS. A compilação de dados sobre as atividades dos departamentos e comissões de cada região possibilitava a troca de materiais entre tais departamentos, assim como a organização de conferências regionais e nacionais com as mulheres do PCURSS a fim de mobilizar as forças desse para o trabalho entre as mulheres.

## Caráter da organização
O Jenotdel tinha um duplo caráter. Por um lado, constituia-se como um diretório interno ao Partido Comunista da União das Repúblicas Socialistas Soviéticas e cumpria funções relativas aos objetivos partidários acerca das mulheres, como movimentos de agitação e propaganda, organização de eventos e campanhas (como a relativa à alfabetização feminina), escreviam publicações partidárias voltadas para o público feminino (Kommunistka, Krestiánka, Rabótnitsa), as quais continham a linha partidária, supervisionavam materiais publicados sobre as mulheres. Elas também organizavam estruturas de reprodução social - como creches, escolas e lavanderias públicas. 
As diretoras gerais do Jenotdel eram, ainda, indicadas pelo Politburo. Eram elas: (Alexandra Kollontai (1920-1922), Sofia Smidovich (1922-1924), Klavdiia Nikolaeva (1924-1925), deposta do cargo de diretora por conta de seu apoio à Oposição Antiburocrática, e Alexandra Artiujina (1925-1930), Inessa Armand, que a dirigiu desde o início até sua morte em 1920. Além dessas, também foram atuantes: Elena Stassova, membro do comitê central e secretária do mesmo em Petrogrado, Evgenia Bosh, Konkordiya Samoilova e Rosalia Zemliachka, única mulher que foi parte do Conselho de Ministros da União Soviética sob Stálin.
Por outro lado, o Jenotdel chegou a ter 620 mil delegadas políticas, em 1927, um número muito além das mulheres do Jenotdel e mesmo do Partido Comunista. As assembleias, congressos, tarefas cotidianas e o chamado "sistema de delegadas", eram realizados por mulheres que, majoritariamente, não eram do Partido.
Tal como um organismo vivo, o Jenotdel era fruto de disputas e conflitos. Nesse sentido, também os líderes disputavam-no. Para o líder do Partido Comunista, Vladimir Lenin, o departamento era um representante do partido entre as mulheres. Já a líder do Jenotdel Alexandra Kollontai, também militante do Partido, o via como um representante das mulheres no Partido.

## Dissolução
Já em 1921, o fim do Jenotdel entra em questão na URSS. Nesse ano, são produzidos questionários individuais para serem respondidos nas conferências da seção nas províncias, para saber se acreditavam que essa deveria ser dissolvida. O serviço burocratizado e o isolamento econômico do país fez as mulheres largarem a organização e voltassem para as suas famílias. 35 de 85 províncias responderam seriamente, e só 1/4 achava que o Jenotdel devia ser dissolvido. Algumas das respostas que acreditavam que essa era a melhor opção foram:
- Fraquezas no setor das mulheres
- Paralelismo com o trabalho de outros grupos (comitês do Partido Bolchevique ou sindicatos)
- Alienação da seção das mulheres do resto do partido
- Incapacidade dos comitês do partido de tomar a sério o trabalho entre as mulheres
- Confusão na sequência das discussões oficiais da liquidação do Décimo Congresso do Partido e em outros fóruns
- Que uma sessão de mulheres estava fora de moda desde a introdução da NEP ou que eram fundamentalmente desnecessárias em qualquer circunstância
- Dificuldades em fazer o trabalho entre as mulheres por causa da convulsão social ainda galopante em algumas partes do país

Iniciada a crise do Jenotdel, essa se aprofundou por acontecimentos como a morte de líderes (Armand em 1920, Samoilova em 1921), pelo afastamento de algumas, tal como Kollontai para se dedicar à Oposição Operária, o rechaço dos militantes masculinos quanto à seção, que não viam motivo para a existência dessa, e o próprio descontentamento das mulheres. Líder em 1922, Sofia Smidovich coloca que o Jenotdel é um "asilo para aqueles que são incapazes de trabalhar". A causa mais estrutural que convergia todos esses aspectos, e que desembocou na sua total dissolução em 1930, era, porém, a própria burocratização do partido, que principalmente na era stalinista, colocou a questão feminina como já resolvida.
Em 1929 o Jenotdel foi dissolvido e a família tradicional foi reabilitada pelo código de família de 1930. Segundo a historiadora Andrée Michel:
| “ | Apesar dos discursos igualitários, elas deviam ficar em seu lugar na família, no trabalho e na sociedade: um lugar secundário que não colocava mais em questão a preponderância dos homens nos papéis econômicos e políticos e a subordinação das mulheres nas tarefas domésticas." | ” |